# 雷克瑟姆郡级自治市
雷克瑟姆郡级自治市（/ˈɹɛksəm/）是位于东北威尔士的一个自治市（county borough）、城市，面积498平方公里，人口131,900（2007年估计）。将近一半的人口居住在雷克瑟姆县城和周围的城市化村庄。其他人口居住在南部和东部的乡间小镇。雷克瑟姆自治郡以雷克瑟姆镇为中心，与英格兰相邻。

## 历史
有证据表明雷克瑟姆在公元前1600年左右就有人类活动。然而现在所知的第一个定居点是Wristleham城堡，建立于1161年，位于现在的Erddig公园。雷克瑟姆的工业革命始于1762年，当时企业家约翰·威尔金森的Bersham铁工厂开张。雷克瑟姆的第一家报纸在1848年发行，市场也建立于1848年。1863年一个志愿消防队成立。雷克瑟姆当时有众多酿酒厂，制革是主要的产业之一。19世纪中期雷克瑟姆被授予自治镇（borough）地位。现今的雷克瑟姆自治郡在1996年4月1日成立。
第二次世界大战之后新产业产生，传统产业衰落。20世纪80和90年代，由威尔士开发局部分注资，修建了一条主干双车道快速路（dual carriageway）A483。A483延伸了已有的支路，连接切斯特和什鲁斯伯里，进而连接到曼彻斯特和利物浦等大城市。

## 地理
不像其它大型城镇，雷克瑟姆附近并没有大的河流，而是建立于迪河谷（Dee Valley）下游和威尔士最东部山脉之间相对平坦的台地上。有三条相对较小的河流流经县城：县城南部的Clywedog，Clywedog的支流Gwenfro，和县城北部的Alyn。

## 经济
过去的20年中，雷克瑟姆的经济已经由传统重工业为主转型为高科技制造业以及技术和服务业为主。雷克瑟姆工业区（Wrexham Industrial Estate）是英国第二大工业园区，也是整个欧洲的大型工业园区之一。其它工业园区分布在县城西部的A483走廊周围。25%的从业人数属于制造业，服务业，金融业，高科技产业的人数也在增长。2007年创业成功企业在全英国排名第五。2007年的平均房价比纽波特和斯旺西高8%，比卡迪夫低6%。近几年县城进行了大量的再开发，包括新建和重建公共活动场所，如女王广场（Queens Square），Belle Vue公园，以及Llwyn Isaf。在Henblas广场和绿岛（Island Green）建立了新的购物区，鹰坪（Eagles Meadow）商业区在2008年10月30日开放，营业面积超过4万平米，包括商店，酒吧，餐馆，影院，保龄球场和公寓。

## 教育
Glyndwr大学成立于2008年，其前身是东北威尔士学院（North East Wales Institute，NEWI），而其历史可以追溯到1887年成立的雷克瑟姆科学与艺术学校。主校区位于县城西部的Plas Coch，北威尔士艺术和设计学院位于摄政王街。Glyndwr大学是属于威尔士大学认证的大学，开设本科和研究生教育。

## 体育
雷克瑟姆足球俱乐部是一支职业足球队，成立于1872年。现在在英格蘭乙級聯賽，主教练是Phil Parkinson。在2010-2011全國聯賽赛排名第四而进入附加赛，与排名第二，第三和第五的另外三支球队争夺升级名额，在半决赛告负，无缘英格兰乙级联赛。在2022-2023賽季排名第一，晉級英格蘭乙級聯賽。2023-2024英格蘭乙級聯賽排名第二，晉級英格蘭甲級聯賽。

## 交通和旅游
雷克瑟姆有两个火车站：雷克瑟姆通用火车站（Wrexham General）和雷克瑟姆中央火车站（Wrexham Central）。双车道快速路A483是出入雷克瑟姆的主要公路。
主要旅游景点有：
- Pontcysyllte水渠：飞跃于迪河谷上空，是Llangollen运河的一部分，完工于1805年，是英国最长和最高的高架水渠，世界文化遗产I级建筑。
- Bangor-on-Dee跑马场。
- Clywedog河谷。
- Erddig庄园。
- 镇中心历史建筑。
- 跑马场足球场：雷克瑟姆足球队的主场比赛场地。
- 圣伊莱斯教堂。
- Techniquest Glyndŵr.
- 县博物馆

## 行政社区和政治
雷克瑟姆自治郡分为以下本地行政社区：
Abenbury
Acton
Bangor Isycoed
Bronington
Broughton
Brymbo
Caia Park
Ceiriog Uchaf
Chirk
Cefn
Coedpoeth
Erbistock
Esclusham
Glyntraian
Gresford
Gwersyllt
Hanmer
Holt
Isycoed
Llangollen Rural
Llansantffraid Glyn Ceiriog
LlayMaelor South
Marchwiel
Minera
Offa
Overton
Penycae
Rhosddu
Rhosllanerchrugog
Rossett
Ruabon
Sesswick
Willington-Worthenbury
县政府和社区政府每4年改选一次。县政府由来自47个选区的52名议员组成。现今的政府由自民党领导，联合执政。

## 人口
在2001年的人口普查中，雷克瑟姆的人口组成如下。
总人口：128,476 （100%）
英国裔白人：125,129 （97.39%）
爱尔兰裔白人：626 （0.49%）
其它白人：1,318 （1.03%）
白人和加勒比裔黑人混血：127 （< 0.1%）
白人和非洲裔黑人混血：52 （< 0.1%）
白人和亚洲裔混血：166 （0.13%）
其他混血：107 （< 0.1%）
印度裔：237 （0.18%）
巴基斯坦裔：125 （< 0.1%）
孟加拉裔：51 （< 0.1%）
其他南亚裔：44 （< 0.1%）
加勒比裔黑人：34 （< 0.1%）
非洲裔黑人：89 （< 0.1%）
其他黑人：8 （< 0.1%）
华裔：168 （0.13%）
其他族裔：195 （0.15%）

## 友好城镇
- Iserlohn (Märkischer Kreis)，德国
- Racibórz，波兰

## 名人
- 伊莱休·耶鲁：商人、耶鲁大学捐赠人
- 马克·休斯：足球名將，曾效力英格兰球队曼彻斯特联队